# Казацкое (Черниговская область)
Каза́цкое (укр. Козацьке) – село, расположенное на территории Бобровицкого района Черниговской области (Украина) на берегу реки Супой.
Население составляет 877 жителей (2006 год). Плотность населения — 205,24 чел/кв.км.
Впервые упоминается в 1587 году.
Село Казацкое находится примерно в 23 км к юго-востоку от центра города Бобровица. Средняя высота населённого пункта — 129 м над уровнем моря. Село находится в зоне умеренно континентального климата.
Национальный состав представлен преимущественно украинцами, конфессиональный состав — христианами.